# Agustín Bescós
Agustín Bescós (nombre artístico de Agustín Besco Fernández), (Madrid, 28 de agosto de 1906-Ib., 28 de diciembre de 1994) fue un actor español que participó en más de un centenar de títulos, entre películas, series de televisión y teatro televisado durante las décadas de 1960 y 1990, siempre en papeles de reparto y a menudo sin acreditar interpretando a militares, políticos, terratenientes, camareros, etc.
Fue esposo de la también actriz Cecilia Lomo Domínguez, nacida 13 de febrero de 1916 y fallecida el 2 de junio del 2002.
Antes del estallido de la Guerra Civil Española regentó, junto con un primo suyo, el Cine Pleyel de Madrid. 

## Filmografía
- Los económicamente débiles (1960)
- Mi calle (1960)
- Sólo para hombres (1960)
- A las cinco de la tarde (1961)
- Bello recuerdo (1961)
- Los pedigüeños (1961)
- El balcón de la luna (1962)
- El hombre del expreso de Oriente (1962)
- El sheriff terrible (1962)
- La cara del terror (1962)
- Rogelia (1962)
- Suspendido en sinvergüenza (1962)
- Torrejón City (1962)
- Bochorno (1963)
- Cabalgando hacia la muerte (1963)
- Confidencias de un marido (1963)
- El juego de la verdad (1963)
- El sabor de la venganza (1963)
- El valle de los hombres de piedra (1963)
- La batalla del domingo (1963)
- La casta Susana (1963)
- La chica del trébol (1963)
- Las gemelas (1963)
- Pacto de silencio (1963)
- Piedra de toque (1963)
- Se necesita chico (1963)
- Tela de araña (1963)
- Una tal Dulcinea (1963)
- La muerte silba un blues (1964)
- Antes llega la muerte (1964)
- El hijo de Jesse James (1964)
- El pecador y la bruja (1964)
- El vengador de California (1964)
- Fin de semana (1964)
- Héroes del Oeste (1964)
- Los pistoleros de Casa Grande (1964)
- Los rurales de Texas (1964)
- Relevo para un pistolero (1964)
- Doctor Zhivago (1965)
- Gitana (1965)
- Historias de la televisión (1965)
- La familia y uno más (1965)
- Marc Mato, agente S. 077 (1965)
- Ocaso de un pistolero (1965)
- La muerte cumple condena (1965)
- Lola, espejo oscuro (1966)
- Acompáñame (1966)
- Camino del Rocío (1966)
- El arte de no casarse (1966)
- El hombre del Sur (1966)
- El padre Manolo (1966)
- Entre las redes (1966)
- La máscara de Kriminal (1966)
- Operación Lady Chaplin (1966)
- Robo de diamantes (1966)
- Secretísimo (1967)
- Un hombre y un Colt (1967)
- Amor en el aire (1967)
- Dos alas (1967)
- La furia de Johnny Kidd (1967)
- Las cuatro bodas de Marisol (1967)
- Los cuatro salvajes (1967)
- Satanik (1967)
- Un hombre vino a matar (1967)
- Un diablo bajo la almohada (1968)
- Ragan (1968)
- Comanche blanco (1968)
- ¡Cómo está el servicio! (1968)
- ¡De mis enemigos me ocupo yo! (1968)
- El marino de los puños de oro (1968)
- El sabor del odio (1968)
- La hora del coraje (1968)
- Pagó cara su muerte (1968)
- Winchester, uno entre mil (1968)
- Carola de día, Carola de noche (1969)
- Con ella llegó el amor (1969)
- Cuatro noches de boda (1969)
- Dele color al difunto (1969)
- El mejor del mundo (1969)
- Los desesperados (1969)
- Pepa Doncel (1969)
- Prisionero en la ciudad (1969)
- Sangre en el ruedo (1969)
- Tiempos de Chicago (1969)
- Tierra de gigantes (1969)
- Vivos o preferiblemente muertos (1969)
- El hombre invisible (1970)
- El hombre que se quiso matar (1970)
- La tonta del bote (1970)
- Pierna creciente, falda menguante (1970)
- Sin un adiós (1970)
- Una señora llamada Andrés (1970)
- Capitán Apache (1971)
- El sobre verde (1971)
- Varietés (1971)
- Alta tensión (1972)
- Detrás del silencio (1972)
- Joven de buena familia sospechosa de asesinato (1972)
- Don Quijote cabalga de nuevo (1973)
- Ajuste de cuentas (1973)
- El pez de los ojos de oro (1973)
- La isla misteriosa (1973)
- Me has hecho perder el juicio (1973)
- Un, dos, tres... dispara otra vez (1973)
- Un par de zapatos del 32 (1973)
- Una gota de sangre para morir amando (1973)
- Una mujer prohibida (1973)
- Dick Turpin (1974)
- Fantasma en el Oeste (1974)
- Joe y Margherito (1974)
- La última jugada (1974)
- Sex o no sex (1974)
- Una mujer de cabaret (1974)
- Casa Manchada (1975)
- El erotismo y la informática (1975)
- Los locos del oro negro (1975)
- Pim, pam, pum... ¡fuego! (1975)
- El espiritista (1976)
- El kárate, el Colt y el impostor (1976)
- La lozana andaluza (1976)
- Marcada por los hombres (1976)
- Secuestro (1976)
- Viaje al centro de la Tierra (1976)
- Doña Perfecta (1977)
- La última bandera (1977)
- Avisa a Curro Jiménez (1978)
- Clayton Drumm (1978)
- De Dunkerque a la victoria (1978)
- Sella d'argento (1978)
- Los primeros metros (1979)
- Buitres sobre la ciudad (1980)
- Despido improcedente (1980)
- La invasión de los zombies atómicos (1980)
- Pájaros de ciudad (1981)
- Femenino singular (1982)
- ¡Que vienen los socialistas! (1982)
- La venus negra (1984)
- La Lola nos lleva al huerto (1984)
- Violines y trompetas (1984)
- La Lola se va a los puertos (1993)
- Todo es mentira (1994)
- Cuernos de mujer (1995)